# Леонтовичі
Леонтовичі — кілька однойменних козацько-старшинських (згодом — дворянських) родів різного походження. Один з них бере початок від Миколи Олексійовича Леонтовича (р. н. невід. — п. бл. 1789), райця київ. магістрату (1781) та бунчукового товариша (1781—83). Одружений з Домнікією Кандибою. Його нащадками є Леонтович Іван Миколайович (1860—1926), член Держ. ради Рос. імперії від Полтав. земства, та Леонтович Володимир Миколайович (1866—1933), громад. діяч і письменник.
Інший рід походить від Якова (середина — 2-га пол. 17 ст.), який, за родинним переказом, вийшов з Польщі разом з гетьманом Миколою Ханенком. Його правнук — Костянтин Леонтійович (Леонтьєв, Леонтович; н. бл. 1707 — п. бл. 1765) — займав посаду золотоніського сотника (1732—63). Один із синів Костянтина — Леонтович Степан Костянтинович  (н. 1738 — п. до 1784) був золотоніським сотником (1763—69), переяслав. полковим обозним (1771—79) та очільником 2-го компанійського полку (1776); ін. син — Василь (н. 1739 — п. після 1786) був переяслав. полковим суддею (1774—86). Імовірно, до ін. гілки цього ж роду належать Олександр Костянтинович (н. бл. 1801 — р. с. невід.), капітан 2-го рангу (1836), учасник всесвітньої експедиції капітан-лейтенанта М.Станюковича з метою дослідження берегів Азії та Америки (1826—1829), та Аполлон Степанович (1812 — р. с. невід.), капітан-лейтенант (1840), який під час мор. практики 1828 на бризі «Орфей» склав «Журнал плавания», опубл. пізніше.
Існують й інші однойменні роди.
Роди внесені до Родовідних книг Полтавської губернії.
- Леонтович, чернече ім'я Теофіл (пом.1639 р.) — ректор Більської та Люблінської братських шкіл, викладач КМА. Автор низки полемічних творів.
- Леонтович Сава Олексійович (пом.1798) — медик, проф. Народився у сім'ї Миргородського міщанина.
- Леонтович Йосип Михайлович (1772 р.н., Золотоноша) — перекладач. Син священ. Золотоніської церкви Михайла Леонтовича.
- Леонтович Микола Дмитрович (1877—1921) — український композитор, хоровий диригент, громадський діяч, педагог.